# Ultraleichtfluggelände Altstetten

i7
i11
i13
Das Ultraleichtfluggelände Altstetten ist ein Ultraleichtfluggelände im Gebiet des Gemeindeteils Altstetten der Gemeinde Erdweg im Landkreis Dachau in Bayern. Die Platzhalterin und Betreiberin ist Tanja Hepe.

## Lage
Das Ultraleichtfluggelände liegt etwa 2,5 km nordöstlich von Sulzemoos und etwa 3 km südwestlich von Erdweg.

## Flugbetrieb
Das Ultraleichtfluggelände besitzt eine Betriebsgenehmigung für
- motorgetriebene, aerodynamisch gesteuerte Luftfahrzeuge (UL-Dreiachser) mit einer maximalen Abflugmasse von 600 kg, inkl. Gyrocopter,
- gewichtskraftgesteuerte Luftfahrzeuge (UL-Trikes) mit maximaler Abflugmasse von 600 kg und
- fußstartfähige Motorgleitschirme und Motorschirmtrikes (sowohl die Klasse bis 120 kg Leermasse als auch die Klasse über 120 kg Leermasse).

Es ist mit einer 403 m langen und 15 m breiten Start- und Landebahn aus Gras (Richtung 10/28) ausgestattet. Das Ultraleichtfluggelände wurde am 4. März 2022 genehmigt und am 25. Januar 2023 luftverkehrsrechtlich abgenommen. Es dient dem Betrieb von Luftfahrzeugen der Platzhalterin und mit deren Zustimmung (PPR) auch dem Verkehr und Betrieb von Luftfahrzeugen Dritter. Es dürfen maximal 300 Starts und 300 Landungen pro Jahr mit UL-Dreiachsern und UL-Trikes und maximal 100 Starts und 100 Landungen pro Jahr mit motorisierten Gleitschirmen durchgeführt werden.